# Club Deportivo River Ega
El Club Deportivo River Ega es un club de fútbol de España de la localidad de Andosilla en la Comunidad Foral de Navarra. Fundado en 1926 ha participado 10 temporadas en Tercera división.

## Historia
Fundado en 1926, consigue su primer ascenso a categoría nacional en 2004, manteniéndose durante 7 temporadas consecutivas. En 2014/15 asciende de nuevo a Grupo XV de Tercera División tras finalizar campeón de Regional Preferente.
 
Destaca también su nutrida cantera con 5 equipos repartidos en las categorías Benjamín, Alevín, Infantil, Cadete y Juvenil.

## Datos del club
- Temporadas en Tercera División: 10
- Mejor puesto en liga: 9.º (2004/05)

### Todas las temporadas
| Temporada      | División       | Puesto |  |
| -------------- | -------------- | ------ |  |
| De 1929 a 2004 | Regional       | —      |  |
| 2004/05        | 3.ª            | 9.º    |  |
| 2005/06        | 3.ª            | 15.º   |  |
| 2006/07        | 3.ª            | 11.º   |  |
| 2007/08        | 3.ª            | 13.º   |  |
| 2008/09        | 3.ª            | 15.º   |  |
| 2009/10        | 3.ª            | 14.º   |  |
| 2010/11        | 3.ª            | 19.º   |  |
| 2011/12        | Reg. Pref.     | 8.º    |  |
| 2012/13        | Reg. Pref.     | 8.º    |  |
| 2013/14        | Reg. Pref.     | 4.º    |  |
| 2014/15        | Reg. Pref.     | 1.º    |  |
| 2015/16        | 3.ª            | 9.º    |  |
| 2016/17        | 3.ª            | 14.º   |  |
| 2017/18        | 3.ª            | 19.º   |  |
| 2018/19        | 1.ª Autonómica | -      |  |
| 2024/25        | 1.ª Preferente | 1.º    |  |

## Estadio
Disputa sus partidos como local en el campo de fútbol "Andola" a orillas del Rio Ega a su paso por Andosilla.

## Uniforme
Primera equipación: camiseta roja, pantalón azul, medias azules.
Segunda equipación: camiseta azul, pantalón rojo y medias rojas.